# Саратовка (Оренбургская область)
Саратовка — село в Соль-Илецком районе Оренбургской области. До 2016 года административный центр Саратовского сельсовета.

## География
Расположено на реке Елшанке, к северо-западу от районного центра Соль-Илецка, фактически является его пригородом.

## История
Населённый пункт основан в 1877 г. крестьянами-переселенцами из Саратовской губернии.
9 декабря 1959 года родился Герой Российской Федерации, генерал-майор авиации Сафронов Анатолий Александрович.

## Население
| 2010 |
| ---- |
| 1078 |